# Liste der Bodendenkmale in Blender (Landkreis Verden)
In der Liste der Bodendenkmale in Blender sind die Bodendenkmale der niedersächsischen Gemeinde Blender (Landkreis Verden) aufgeführt. Die Quelle ist der Denkmalatlas Niedersachsen. 

Blender im Landkreis Verden

Der Stand der Liste ist der 6. Januar 2025.

## Allgemein
In den Spalten finden sich folgende Informationen des Bodendenkmales:
Lagegeographische Koordinaten
BezeichnungBezeichnung lt. Denkmalatlas
BeschreibungBeschreibung lt. Denkmalatlas
IDObjekt-ID
BildBild, ggf. zusätzlich mit Link zu weiteren Fotos im Medienarchiv Wikimedia Commons.

## Intschede
| Lage                     | Bezeichnung         | Beschreibung | ID       | Bild |
| ------------------------ | ------------------- | --- | -------- | ---- |
| 52° 58′ 1″ N, 9° 7′ 8″ O | Intschede 10, Deich | Größtenteils abgetragen, obertägig nur noch in Teilabschnitten sichtbar. In der Kurhannoverschen Landesaufnahme von 1773, Blatt 35 und 42 verzeichnet. War 6,8 km lang und setzte sich im Nordosten fort. Heute erkennbare Höhe maximal 1,5 m, Breite maximal 8 m. Den Durchlass für einen Nordarm der Blender Emte verschließt ein Siel, das überwiegend aus Ziegeln gemauert ist, wogegen die Sielkammer aus geklammerten Sandsteinplatten besteht. Alter nicht bekannt, das Siel wurde jedoch 1823 erbaut. - Teilstück ID: 36814581 - Teilstück ID: 36815014 | 32603005 | BW   |

## Oiste
| Lage                       | Bezeichnung    | Beschreibung | ID       | Bild |
| -------------------------- | -------------- | --- | -------- | ---- |
| 52° 55′ 10″ N, 9° 10′ 9″ O | Oiste 2, Deich | Teils abgetragen, heute noch unter der modernen Deichaufschüttung vorhanden. In der Kurhannoverschen Landesaufnahme von 1771, Blatt 42 verzeichnet. 3,8 km lang und setzt sich im Norden und im Süden fort. Bei Baumaßnahmen 2018 – 19 wurde ein Abschnitt von 195 m Länge archäologisch untersucht. Kerndeich bestand aus sandigem Lehm und Klei und war mit maximaler Höhe etwa 1,60 m und Breite 13 m erhalten. Darüber weitere Sand und Lehmschichten. Archivalische Quellen berichten von zahlreichen Hochwässern im 17. Jhd. Genaues Alter nicht bekannt. - Teilstück ID: 36450634 - Teilstück ID: 36450663 | 36450519 | BW   |

## Ritzenbergen
| Lage                       | Bezeichnung           | Beschreibung | ID       | Bild |
| -------------------------- | --------------------- | --- | -------- | ---- |
| 52° 57′ 6″ N, 9° 10′ 45″ O | Ritzenbergen 4, Deich | Teils abgetragen, heute noch unter der modernen Deichaufschüttung vorhanden. In der Kurhannoverschen Landesaufnahme von 1771, Blatt 42 verzeichnet. 4,5 km lang und setzt sich im Norden und im Süden fort. Bei Baumaßnahmen 2008 wurde ein Teilabschnitt archäologisch untersucht. Der Kerndeich besteht aus Lehm und Kies und war mit maximaler Höhe 1,4 m und Breite 13 m erhalten. Darüber weitere Lehm- und blaue Tonschichten. Genaues Alter nicht bekannt. - Teilstück ID: 36450769 - Teilstück ID: 36815014 | 36450680 | BW   |